# Vilayanur Subramanian Ramachandran
Vilayanur Subramanian „Rama“ Ramachandran (* 1951) je neurovědec, který se proslul svým výzkumem na poli behaviorální neurologie a vizuální psychofyziky. Je ředitelem Centra pro výzkum mozku a poznání a v současnosti je profesorem psychologie a neurovědy na Kalifornské univerzitě v San Diegu.
Je znám tím, že ke svým výzkumům málokdy využívá složité technologie jako např. lékařské zobrazovací metody (magnetická rezonance, počítačová tomografie,…). On sám k tomu říká, že „[z vědeckého zkoumání] se vytratilo až příliš dobrodružství ve viktoriánském smyslu.“ I přes svou zdánlivě jednoduchou metodu výzkumu učinil mnoho nových objevů o mozku. Richard Dawkins ho nazývá „Marcem Polem neurovědy“ a Eric Kandel „současným Paulem Brocou“. V roce 1997 ho Newsweek zařadil mezi sto nejvýraznějších lidí 21. století. V roce 2011 ho magazín Time zařadil mezi sto nejvlivnějších lidí na světě.